# Afroheriades larvatus
Afroheriades larvatus là một loài Hymenoptera trong họ Megachilidae. Loài này được Friese mô tả khoa học năm 1909.